# La Flèche Wallonne 2011
Das La Flèche Wallonne 2011 war die 75. Austragung dieses Radsportklassikers und fand am 20. April 2011 statt. Es war das zweite Rennen der „Ardennen-Woche“ und wurde an einem Mittwoch, zwischen dem Amstel Gold Race und Lüttich–Bastogne–Lüttich, ausgetragen. Das Eintagesrennen war Teil der UCI WorldTour 2011 und innerhalb dieser das elfte von 27 Rennen. Die Gesamtdistanz des Rennens betrug 201 Kilometer. 
Es siegte der Belgier Philippe Gilbert aus der belgischen Mannschaft Omega Pharma-Lotto vor dem Spanier Joaquim Rodríguez aus der russischen Mannschaft Katusha und dem Spanier Samuel Sánchez aus der spanischen Mannschaft Euskaltel Euskadi.

## Teilnehmende Mannschaften
| ProTeams (18)- Ag2r La Mondiale - Astana - BMC Racing Team - Euskaltel-Euskadi - Garmin-Cervélo - HTC-Highroad - Katusha - Lampre-ISD - Leopard-Trek - Liquigas-Cannondale - Movistar Team - Omega Pharma-Lotto - Quick Step Cycling Team - Rabobank - Team RadioShack - Saxo Bank-Sungard - Sky ProCycling - Vacansoleil-DCM Professional Continental Teams (7)- Cofidis, le Crédit en Ligne - Skil-Shimano - FDJ - Landbouwkrediet - Saur-Sojasun - Veranda’s Willems-Accent - Topsport Vlaanderen-Mercator |
| |

Startberechtigt waren die 18 UCI ProTeams der Saison 2011. Zusätzlich vergab der Veranstalter Wildcards an sieben UCI Professional Continental Teams.

## Ergebnis
| \| Gesamtwertung \| Gesamtwertung \| Gesamtwertung \| Gesamtwertung \| Gesamtwertung \| \| Fahrer \| Fahrer \| Land \| Team \| Zeit \| \| ------------- \| -------------------- \| ------------- \| ------------------ \| --------------- \| \| 1. \| Philippe Gilbert \| Belgien \| Omega Pharma-Lotto \| 4 h 54 min 57 s \| \| 2. \| Joaquim Rodríguez \| Spanien \| Katusha \| + 3 s \| \| 3. \| Samuel Sánchez \| Spanien \| Euskaltel-Euskadi \| + 5 s \| \| 4. \| Alekszandr Vinokurov \| Kasachstan \| Astana \| + 6 s \| \| 5. \| Igor Antón \| Spanien \| Euskaltel-Euskadi \| + 6 s \| \| 6. \| Jelle Vanendert \| Belgien \| Omega Pharma-Lotto \| + 6 s \| \| 7. \| Fränk Schleck \| Luxemburg \| Leopard-Trek \| + 6 s \| \| 8. \| Daniel Moreno \| Spanien \| Katusha \| + 9 s \| \| 9. \| Christophe Le Mével \| Frankreich \| Garmin-Cervélo \| + 12 s \| \| 10. \| Paul Martens \| Deutschland \| Rabobank \| + 12 s \| |                      |             |                    |                 |
| |                      |             |                    |                 |
| Quelle: ProCyclingStats |                      |             |                    |                 |
| Gesamtwertung |                      |             |                    |                 |
| Fahrer | Fahrer               | Land        | Team               | Zeit            |
| 1. | Philippe Gilbert     | Belgien     | Omega Pharma-Lotto | 4 h 54 min 57 s |
| 2. | Joaquim Rodríguez    | Spanien     | Katusha            | + 3 s           |
| 3. | Samuel Sánchez       | Spanien     | Euskaltel-Euskadi  | + 5 s           |
| 4. | Alekszandr Vinokurov | Kasachstan  | Astana             | + 6 s           |
| 5. | Igor Antón           | Spanien     | Euskaltel-Euskadi  | + 6 s           |
| 6. | Jelle Vanendert      | Belgien     | Omega Pharma-Lotto | + 6 s           |
| 7. | Fränk Schleck        | Luxemburg   | Leopard-Trek       | + 6 s           |
| 8. | Daniel Moreno        | Spanien     | Katusha            | + 9 s           |
| 9. | Christophe Le Mével  | Frankreich  | Garmin-Cervélo     | + 12 s          |
| 10. | Paul Martens         | Deutschland | Rabobank           | + 12 s          |